# Beruri
Pour le cratère, voir Beruri (cratère martien).

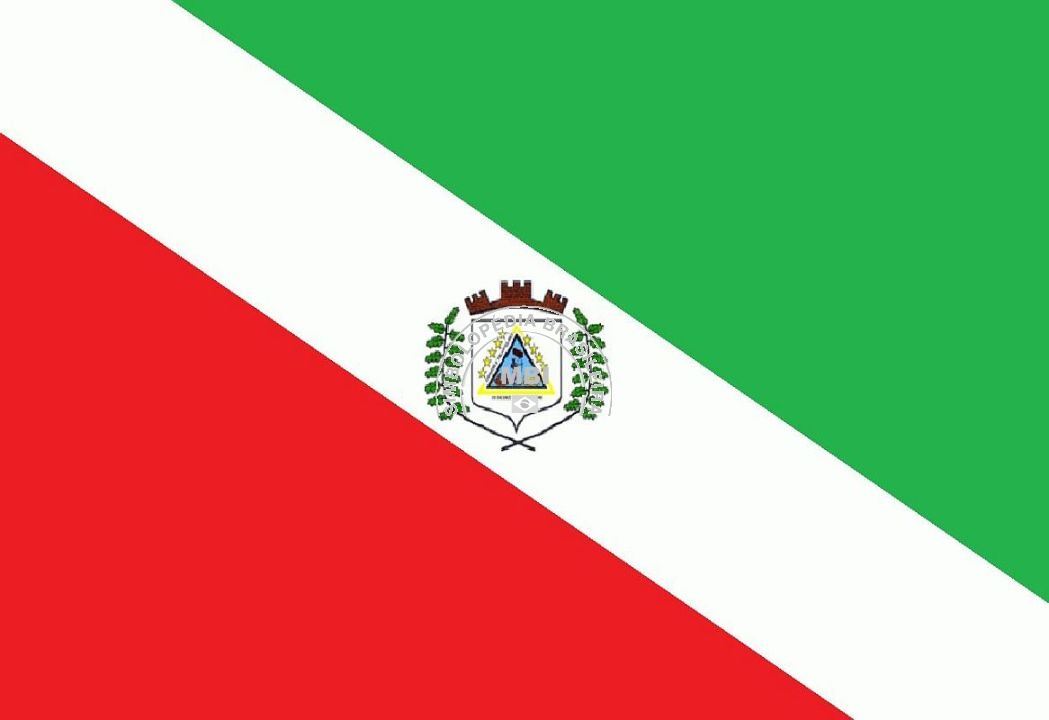
Drapeau de la ville de Beruri

Beruri est une municipalité brésilienne de l'État d'Amazonas .